# Kainoúrgio Chorió (Héraklion)
Kainoúrgio Chorió, en grec moderne : Καινούργιο Χωριό, littéralement en français : Nouveau village, est un village du dème de Chersónissos, dans le district régional de Héraklion, de la Crète, en Grèce. Selon le recensement de 2011, la population de Kainoúrgio Chorió compte 109 habitants. Il est situé à une altitude de 210 m et à une distance de 18,5 km de Héraklion.